# Thomas Harris (Ballonfahrer)

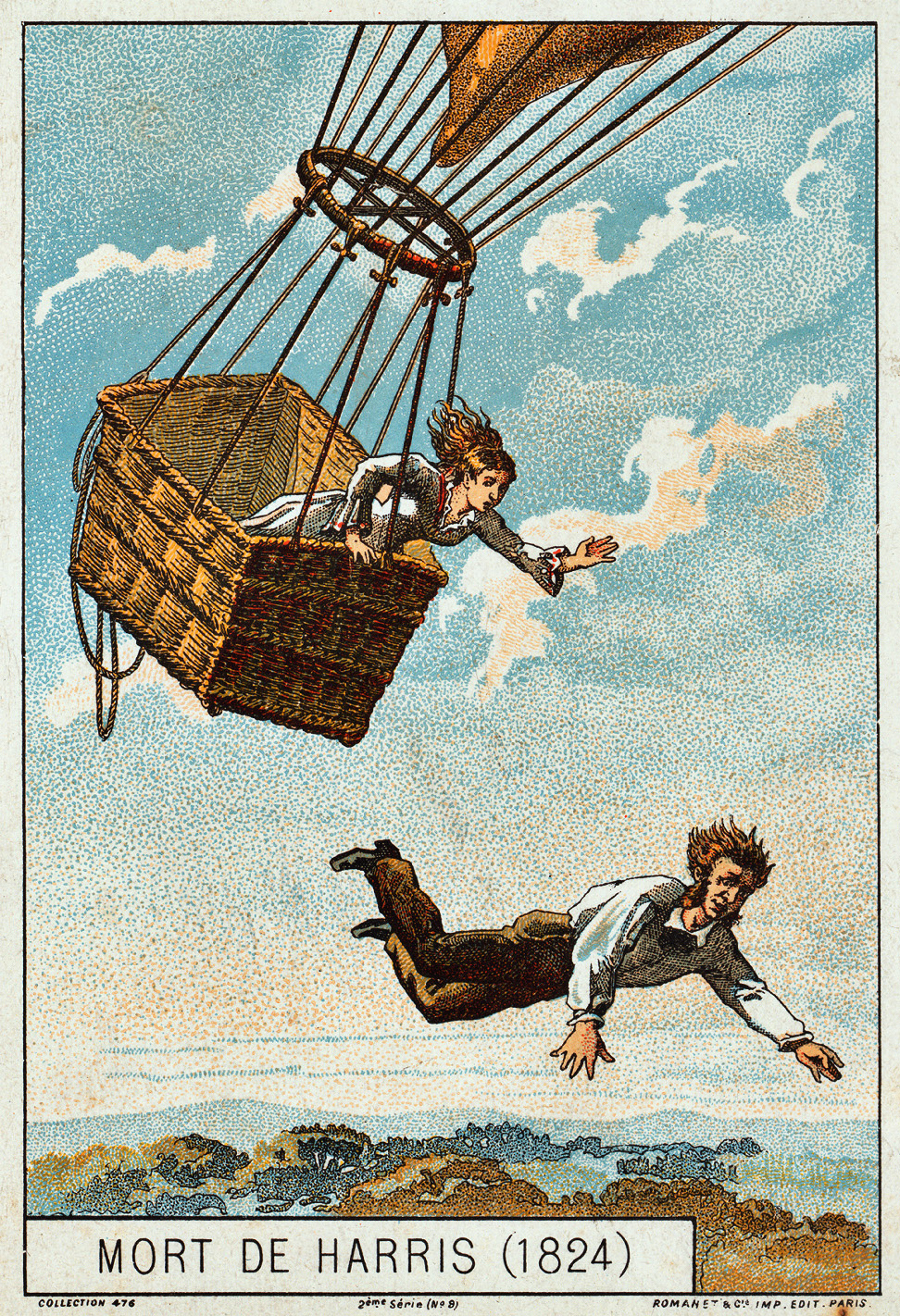
Tod von Harris (1824), Darstellung auf einer Sammelkarte vom Ende des 19. Jahrhunderts;
hrsg. von Romanet & Cie., Paris 1895

Thomas Harris († 25. Mai 1824 in Vauxhall, London) war ein englischer Pionier der Ballonfahrt. Er entwickelte das Fahrventil, über das Gas aus dem Ballon abgelassen werden kann, um die Fahrthöhe zu steuern und die Landung zu verbessern.
Harris war Lieutenant der Royal Navy. Bei einem Flug mit seinem Ballon Royal George ab Vauxhall am 25. Mai 1824 erfolgte ein unkontrollierbarer Gasaustritt, der zum Absturz des Ballons führte. Harris wurde tot auf dem Boden des Ballonkorbs gefunden, seine achtzehnjährige Mitfahrerin Sophia Stocks überlebte schwer verletzt.